# Escola de Administração do Ceará
A Escola de Administração do Ceará - EAC  foi fundada em 1957 e instalada em 1961 localizada na Rua 25 de Março, nº 780, no bairro Centro, Fortaleza, Ceará. Foi uma das instituições pioneiras em ensino de administração no país, sendo a primeira instituição de ensino superior do Ceará como tal, com seu curso sendo reconhecido  antes mesmo da Lei nº 4.769/65, que regulamenta o exercício da profissão de administrador no Brasil (Decreto 55473/65 - DOU 28/04/1965). 

## História
A EAC foi idealizada por uma organização da sociedade civil denominada Instituto Cearense de Administração, posteriormente incorporada ao Governo do Estado do Ceará, que usou como referências a Escola Brasileira de Administração Pública e de Empresas – EBAPE e a Escola de Administração de Empresas de São Paulo – EAESP, ambas da Fundação Getúlio Vargas - FGV.
Nasceu no momento em que o Departamento Administrativo do Serviço Público - DASP – brotava a mentalidade da formação da gestores públicos, exemplo seguido no Ceará com a criação do Departamento do Serviço Público - DSP, com o entusiasmo de lideranças e intelectuais das áreas do Direito e da Política, dentre os quais: Paulo Bonavides, Parsifal Barroso, Plácido Castelo, Mozart Soriano Aderaldo, Raul Barbosa, Aluísio Cavalcante, Vicente Augusto Férrer, João Clímaco Bezerra, Ivan Barroso de Oliveira, Raimundo Girão, Filgueiras Lima e Moacir Aguiar. Surgiu, considerada uma das melhores do Brasil, pela qualidade de seu Corpo Docente, formado por profissionais de notório saber e experiência extraordinária. Quando da fundação funcionava apenas o Curso de Administração Pública, pois seu objetivo original era o de formar gestores capacitados para tomarem decisões e contribuir para o desenvolvimento do Ceará no setor público. Com o crescimento do setor industrial, e para atender demandas do empresariado cearense, foi criado o Curso de Administração de Empresas.
A primeiras atividades da Escola de Administração do Ceará ocorreram na Faculdade de Ciências Econômicas da Universidade Federal do Ceará, no bairro Benfica, de onde foram enxotados como intrusos, após, foi alugado um prédio defronte a Faculdade Católica de Filosofia/Colégio Cearense, na Avenida Duque de Caxias esquina com a rua Jaime Benévolo, vindo a ganhar sede própria na Rua 25 de Março, 780. Em 1975, com a criação da Universidade Estadual do Ceará - UECE, a então Escola de Administração junto com outras instituições de ensino superior, como a Escola de Serviço Social de Fortaleza, foram incorporadas à UECE passando a denominarem-se Curso de Administração e Curso de Serviço Social, unidades integrantes do Centro de Estudos Sociais Aplicados – CESA, sediado no prédio da EAC, além de, posteriormente, abrigarem os cursos de Ciências Contábeis e de Pedagogia, o último atualmente vinculado ao Centro de Educação da UECE.
O prédio da EAC permaneceu em atividade até 2005, quando sede do CESA foi transferida para um prédio recém-construído no Campus do Itaperi. A antiga sede foi desativa e permaneceu sem atividades.

## Revitalização do prédio da EAC
Em 2013 a UECE fechou uma parceria com a Câmara de Dirigentes Lojistas de Fortaleza para revitalizar a antiga sede da EAC. O terreno e o prédio foram cedidos por 20 anos a CDL e passou a ser utilizado tanto pelo UECE quanto pela Faculdade CDL, o prédio foi reformado e passou por um processo de ampliação, onde passou a ser chamado como Unidade de Excelência em Empreendedorismo e Inovação da UECE.

## Ex-diretores
- Raimundo Girão
- Mozart Soriano
- Aluísio Cavalcante

## Alunos célebres
- Beto Studart - empresário e presidente da Federação das Indústrias do Estado do Ceará - FIEC
- Beni Veras - ex-senador e ex-governador do Ceará, ex-ministro do Planejamento, Orçamento e Coordenação do Brasil
- Ilaílson Silveira de Araújo - professor, auxiliou na criação do sistema CFA/CRAs, ex-diretor do CESA e ex-presidente do Conselho Regional de Administração do Ceará - CRA-CE
- João Soares Neto - empresário e membro da Academia Cearense de Letras - ACL
- Roberto Pinto - professor, ex-coordenador do Programa de Pós-graduação em Administração da UECE e membro da Academia Cearense de Administração - ACAD
- Tasso Jereissati - empresário, senador e ex-governador do Estado do Ceará
- Vladimir Spinelli - professor, diretor do CESA, ex-titular da Secretaria da Fazenda do Ceará e membro da Academia Cearense de Administração - ACAD